# Дреље
Дреље (алб. Drelaj) је насељено место у општини Пећ, на Косову и Метохији. Према попису становништва из 2011. у насељу је живело 74 становника.

## Становништво
Према попису из 2011. године, Дреље има следећи етнички састав становништва:
| Националност | 2011.       |
| Албанци      | 74 (100,0%) |
| Укупно       | 74          |

| Демографија | Демографија | Демографија |
| Година      | Становника  | Становника  |
| ----------- | ----------- | ----------- |
| 1948.       | 201         |             |
| 1953.       | 213         |             |
| 1961.       | 250         |             |
| 1971.       | 240         |             |
| 1981.       | 259         |             |
| 1991.       | 261         |             |
| 2011.       | 74          |             |